# حشره‌خوار آبی خلیج گلیسیر
 حشره‌خوار آبی خلیج گلیسیر (نام علمی: Sorex alaskanus) نام یک گونه از سرده حشره‌خوارهای دم‌دراز است.